# Монако на Светском првенству у атлетици у дворани 2012.
Монако је пети пут учествовао на Светском првенству у атлетици у дворани 2012. одржаном у Истанбулу од 9. до 11. марта. Репрезентацију Монака представљао је један такмичар, који је наступио у трци 800 метара.
Монако није освојио ниједну медаљу нити је постигнут неки рекорд.

## Учесници
Мушкарци:
- Брис Ете — 800 м

## Резултати

### Мушкарци
| Атлетичар | Дисциплина | Лични рекорд | Квалификације | Квалификације | Полуфинале           | Полуфинале           | Финале               | Финале  | Детаљи |
| Атлетичар | Дисциплина | Лични рекорд | Резултат      | Место         | Резултат             | Место                | Резултат             | Место   | Детаљи |
| --------- | ---------- | ------------ | ------------- | ------------- | -------------------- | -------------------- | -------------------- | ------- | ------ |
| Брис Ете  | 800 м      | 1:51,38 НР   | 1:52,93       | 5. у гр. 2    | Није се квалификовао | Није се квалификовао | Није се квалификовао | 23 / 32 |        |